# مارکو فیوره
مارکو فیوره (انگلیسی: Marco Fiore؛ زادهٔ ۲ فوریهٔ ۱۹۸۹) بازیکن فوتبال اهل ایتالیا است.
از باشگاه‌هایی که در آن بازی کرده‌است می‌توان به باشگاه فوتبال کاتانیا اشاره کرد.